# Mexikanska revolutionen
Mexikanska revolutionen var en våldsam social och kulturell rörelse i Mexiko, färgad av nationalistiska, socialistiska och anarkistiska tendenser. Revolutionen inleddes i november 1910 med krav på statschefen Porfirio Díaz Moris avgång, vilket skedde under våren 1911. Revolutionen fortsatte till 1916 och en ny konstitution antogs 1917. Oroligheter fortsatte dock till slutet av 1920-talet. År 1929 bildades det politiska partiet Partido Nacional Revolucionario (PNR) som senare kom att omvandlas till det nuvarande Partido Revolucionario Institucional (PRI).
Revolutionen kan sägas ha pågått under två decennier

## Bakgrund
Under Porfirio Díazs regering åren 1876–1910, kallad Porfiriatet, genomgick Mexiko en stark ekonomisk utveckling i form av investeringar i infrastruktur (inte minst järnvägar). Exporterna ökade och varutillverkningen moderniserades. Samtidigt fördelades den ekonomiska tillväxten ojämnt över landet och mellan olika samhällsklasser. Många var missnöjda med Diaz politik som ansågs elitistisk och som gynnade rika jord- och industriägare. Officiella ämbeten delades ut till personer i utbyte mot deras politiska lojalitet, något som resulterade i att mycket makt koncentrerades till en liten grupp och att den officiella byråkratin blev ineffektiv.
En av de första organiserade oppositionella grupperna var det anarkosyndikalistiska liberala partiet (Partido Liberal Mexicano). De var bland annat med och organiserade gruvarbetare i Cananea 1906 till en av Porfirio-erans första stora strejker, som snabbt slogs ner hårt av myndigheterna. Även i andra områden ledde Porfirio-regeringens ekonomiska politik till missnöje, bland annat ledde det till att Emiliano Zapata satte igång en kampanj för att återta mark från de stora sockerplantagen i delstaten Morelos.
År 1908 deklarerade Díaz att han välkomnade en mexikansk demokratisering och visade sig samtidigt tveksam till huruvida han skulle ställa upp för omval i valet 1910. Díaz tveksamhet och öppenheten mot demokrati gav energi åt oppositionella krafter. Den liberale politikern Francisco Madero utkristalliserades som ledare för antireeleccionistas - gruppen som motsatte sig ett återval av Díaz - och ställde upp som presidentkandidat i valet 1910. Regeringen fängslade dock Madero och arrangerade ett skenval i juni 1910. Madero släpptes dock relativt snart ut ur fängelse och uppmanade till en väpnad revolt mot Díaz genom sin skrift Plan de San Luis Potosí. Revolten skulle ske den 20 november och blev startskottet för den mexikanska revolutionen.

## Revolutionen

### Störtandet av Díaz
Maderos uppmaning till ett väpnad uppror mot presidenten möttes med motvilja hos många liberaler i medelklassen som annars stöttade Maderos idéer. Samtidigt blossade ett intresse upp hos folk på landsbygden, samt ursprungsbefolkningen och mestiser. De här grupperna utgjorde en stor del av Mexikos befolkning, de arbetade ofta på haciendor och var grunden till landets ekonomi, samtidigt som många inte kunde läsa och saknade politiskt inflytande. De tilltalades av Maderos slagord som "En äkta röst och inget bosstyre".
Även om Díaz inte störtades den 20 november 1910 - och Maderos revolt på så vis kan sägas ha misslyckats - så tände uppmaningen revolutionära gnistor i flera delar av landet. I norr mobiliserade Pascual Orozco och Pancho Villa sina arméer och satte igång med att slå mot regeringens posteringar. I södern var det Emiliano Zapata som bedrev en militär kampanj mot caciques (politiska makthavare på landsbygden). På våren 1911 intog revolutionärer Ciudad Juárez, tvingade Díaz att avgå och utnämnde Madero till president.
Díaz gick i exil och Madero blev president efter sin seger i valen i oktober samma år. Fördraget inkluderade dock inte Maderos löften till indianer och småbönder angående den jord de berövats. Detta gjorde att många revolutionärer inte överlämnade sina vapen och zapatisterna krävde en omedelbar fördelning av jorden.
Efter en överraskande attack mot zapatisterna av Maderos armé gjorde Emiliano Zapata uppror mot Madero under mottot ”Tierra y Libertad”.
Fler uppror mot Madero följde, av allierade med Porfirio Díaz och av tidigare anhängare till Madero som Pascual Orozco och bröderna Flores Magón. USA, under den republikanske presidenten William Howard Taft, förenade sig med denna opposition mot Madero och utövade påtryckningar för att få fördelar för den amerikanska industrin i landet. 
I början av 1913 gjorde militära styrkor i Mexico City uppror. Under tio dagar, kallade ”la Decena Trágica”, stred man i staden. När chefen för de med Madero lojala styrkorna sårades utsåg Madero generalen Victoriano Huerta till efterträdare. Huerta förrådde dock Madero och fängslade både honom och vicepresidenten Pino Suárez. Båda mördades två dagar senare. 

### Konstitutionalisterna

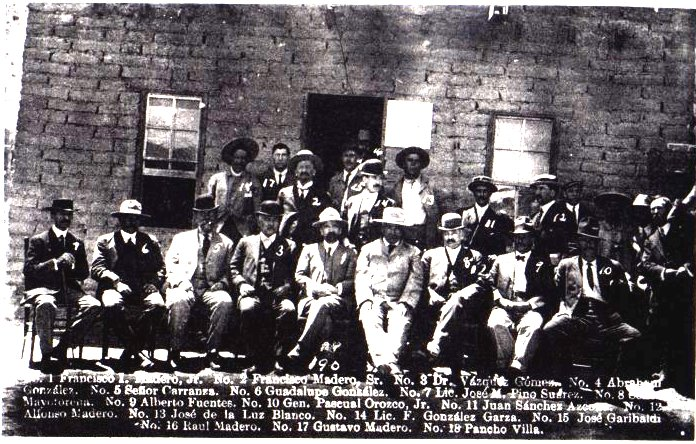
Ledarna av revolten 1910 poserar efter slaget vid Juárez. På bilden syns José María Pino Suárez, Venustiano Carranza, Francisco Madero (och hans far), Pascual Orozco, Pancho Villa, Gustavo Madero, Raul Madero, Abraham Gonzalez och Giuseppe Garibaldi Jr.

Victoriano Huerta blev president den 19 februari 1913, och stöddes av högsta domstolen och många delstatsguvernörer men avvisas av en majoritet av revolutionärerna och anhängare till Madero. Huerta nådde emellertid en uppgörelse med Pascual Orozco, som kontrollerade ett vidsträckt område längs gränsen i norr. 
Omedelbart efter Huertas maktövertagande gjorde guvernören i Coahuila, Venustiano Carranza, uppror och i mars 1913 hade fyra arméer revolterat; ”el Liberador del Sur”, zapatista; den i nordost under Pablo González; den i nordväst under Álvaro Obregón och Carranza; och ”la División del Norte”, de Francisco Villa. De fick namnet ”konstitutionalisterna”, på grund av deras påstådda syfte att återinföra konstitutionen från 1857.
De tre styrkorna i norr enades om en plan, utsåg Carranza till chef och förordnade att denne skulle överta makten när man intagit Mexico City.

### USA:s ställning till revolutionen
I USA följdes utvecklingen noggrant och den nye presidenten, demokraten Woodrow Wilson, började stödja konstitutionalisterna mot Huerta men utövade också påtryckningar för att skydda amerikanska intressen. I mars 1914 hade Wilson planer klara för en ockupation av Tampico, Veracruz och Mexico City och en flotta låg redo på mexikanskt vatten. Den 1 april fick dock Wilson reda på att det tyska fartyget Ypiranga närmar sig Veracruz med en last av vapen till Huertas armé och han gav order om att Veracruz skulle ockuperas omgående för att förhindra att vapnen kom fram. 
Venustiano Carranza krävde att de amerikanska trupperna skulle lämna Veracruz, medan Francisco Villa vägrade att fördöma invasionen.

### Slutskedet
I augusti 1914 hade konstitutionalisterna segrat och Huerta undertecknar sin ovillkorliga kapitulation. 
Konfrontationer uppstod genast mellan de olika grupperna av revolutionärer. De styrande bland konstitutionalisterna avsatte Carranza och Villa och valde Eulalio Gutiérrez till president. Motsättningarna växte dock mellan Carranza och regeringen. I slutet av 1914 lämnade Carranza med sina styrkor under Alvaro Obregón huvudstaden. Regeringen hade inga egna militära styrkor men stöddes av Zapata och Villa. 
Carranza installerade sig i Veracruz och stöddes av generalerna Álvaro Obregón och Pablo Gonzalez som påbörjade en kampanj mot Zapatas och Villas styrkor. 
I början av 1915 segrade Obregón i slagen vid Celaya och Aguascalientes över Villas ”la División del Norte”, och i november kom avgörandet, då Obregóns styrkor med hjälp av USA tillintetgjorde ”la División del Norte” i Agua Prieta. Villas styrkor splittrades och reducerades till en gerilla i delstaten Chihuahua. Därmed hade Eulalio Gutiérrez förlorat sitt militära stöd och han förklarade sitt ämbete avslutat. Senare besegrade Obregón också Zapata och i mitten av 1916 hade även dennes styrkor reducerats till en gerilla som inte innebar ett hot mot Obregón och Carranza.

## Efter revolutionen
Carranza blev president 1915 och erkändes av USA, men lyckas inte med sitt syfte att återinföra konstitutionen från 1857. I september 1916 utlystes val för att välja en konstituerande kongress, vilken påbörjade sina sessioner i slutet av året. 
I kongressen konfronterades två tendenser: Carranzas syfte att återinföra konstitutionen från 1857 och revolutionärernas kamp för en lösning av de sociala problemen. De senare triumferade på viktiga punkter. Bland annat ratificerades reformlagarna från 1857 med de begränsningar de innebar för prästerskapet, rätten till jordägande begränsades och nationens äganderrätt till mineral-, olje- och andra fyndigheter återinfördes. Carranza valdes till president för en period som slutade i november 1920. Den mexikanska konstitutionen 1917 var bland annat den första konstitutionen i världen som gav arbetare sociala rättigheter.
I mars 1916 attackerar en styrka ur Francisco Villas gerilla (Villa deltog inte personligen) byn Columbus i New Mexico, USA. Villas syfte med attacken var att skapa ett problem för Carranza i hans relationer med USA. USA skickade en straffexpedition under general Pershing vilken under 10 månader utan framgång försökte hitta Villa i bergen i delstaten Chihuahua. 
Under revolutionen försiggick intensiva aktiviteter i Mexiko av olika agenter och diplomater för att bevaka USA:s och europeiska länders intressen. Här utmärkte sig Tyskland som manövrerade för att skapa ett öppet krig mellan Mexiko och USA för att på så sätt hålla USA utanför första världskriget. I januari 1917 skickade Tysklands utrikesminister Arthur Zimmermann ett telegram till Carranza, Zimmermanntelegrammet, med ett förslag till en allians som skulle inkludera en gemensam krigsplanering, ett gemensamt fredsfördrag och ett "…samtycke från vår sida…" att Mexiko skulle återerövra de territorier som förlorades till USA 1848. Den mexikanska regeringen avböjde dock denna allians. Telegrammet snappades upp och dechiffrerades av Storbritanniens underrättelsetjänst och blev, tillsammans med sänkningen av RMS Lusitania, det som orsakade att USA gick in i första världskriget mot Tyskland.
År 1920 gjorde en gren av carrancismen uppror mot Carranza. Carranza försökte dra sig tillbaka till Veracruz, men mördas i Tlaxcalantongo. Kongressen utsåg Adolfo de la Huerta till interimspresident och han ersattes senare av Álvaro Obregón.

## Andra deltagare i revolutionen
Ett stort antal utländska legosoldater, äventyrare och altruister deltog i revolutionen. Bland dem fanns svensken Ivor Thord-Gray som 1913–1914 deltog först som artillerist i Fransisco Villas styrkor och senare som kavalleriofficer i Carranzas armé under Obregón. Thord-Gray deltog i carrancisternas fälttåg tills de intog Mexico City. Senare skrev han verket English-Tarahumara dictionary och andra böcker om mexikansk arkeologi. År 1964 publicerade han boken Gringo bland rebeller. Han uttrycker i den en stark empati med revolutionärernas sak och en djup beundran för Tarahumara- och Yaqui-indianerna.